# 2020 FY30
2020 FY30 es un objeto transneptuniano y un objeto del disco disperso que fue descubierto a 100 UA (15 billones de kilómetros) del Sol por Scott Sheppard, David Tholen y Chad Trujillo el 24 de marzo de 2020. Anunciado el 14 de febrero de 2021, es uno de los objetos observables conocidos más distantes del Sistema Solar.